# Astragalus fodinarum
Astragalus fodinarum är en ärtväxtart som beskrevs av Pierre Edmond Boissier, Noe och Aleksandr Andrejevitj Bunge. Astragalus fodinarum ingår i släktet vedlar, och familjen ärtväxter. Inga underarter finns listade i Catalogue of Life.